# 刘海泉 (1964年)
刘海泉（1964年10月—），男，汉族，山东诸城人，中华人民共和国政治人物。中国人民大学工业经济系博士研究生毕业，获经济学博士学位。

## 生平

### 商务部
1987年7月参加工作，1994年11月加入中国共产党。历任国家经贸委综合司综合处、调控政策处副处长、分析预测处处长，国资委业绩考核局综合处处长，商务部规划财务司运行监测处处长等职。
2004年5月，任商务部规划财务司副司长。
2006年5月，任商务部综合司副司长。
2008年10月，升任商务部综合司司长（其间：2011年6月至2012年9月挂职任中共宁波市委常委、副市长）。
2015年6月，任商务部部长助理、党组成员，并继续兼任综合司司长。

### 最高法
2016年6月，接替已满63岁的张建南任中央纪委驻最高人民法院纪检组组长、最高人民法院党组成员。

### 安徽
2021年10月，任中共安徽省委常委、省纪委书记。